# 赫登 (加利福尼亞州)
赫恩登（英語：Herndon）是位於美國加利福尼亞州弗雷斯諾縣的一個非建制地區。該地的面積和人口皆未知。

## 地理
赫恩登的座標為36°50′12″N 119°55′03″W / 36.83667°N 119.91750°W，而該地的平均海拔高度為91米（即299英尺）。